# Коэффициент Отиаи
Коэффициент Отиаи (мера Отиаи, коэффициент Оцуки — Отиаи, коэффициент Отиаи — Баркмана, косинусный коэффициент, геометрический коэффициент) — бинарная мера сходства, предложенная японским биологом Акирой Отиаи в 1957 году, в дальнейшем обобщенная и нашедшая применение в разнообразных приложениях и за рамками биологии.
В стандартном определении коэффициент для двух произвольных множеств {\displaystyle A} и {\displaystyle B} вводится следующим образом:
{\displaystyle K={\frac {|A\cap B|}{\sqrt {|A|\cdot |B|}}}},
где {\displaystyle |A|} — мощность множества {\displaystyle A}. Часто используется мера Отиаи, возведённая в квадрат:
{\displaystyle K={\frac {|A\cap B|^{2}}{|A|\cdot |B|}}}.
Для случая дескриптивных множеств коэффициент Отиаи вычисляется следующим образом:
{\displaystyle K={\sum _{i=1}^{r}\min(A_{i},B_{i}) \over {\sqrt {\sum _{i=1}^{r}(A_{i})\cdot \sum _{i=1}^{r}(B_{i})}}}},
такая мера широко используется в экологии для выборок по обилию. Если сравниваются объекты по встречаемости видов (вероятностная интерпретация), то есть учитываются вероятности {\displaystyle P(A)} — относительные числа выборок, на которых встречается вид, то коэффициент вычисляется по совместимости событий:
{\displaystyle K_{0,0}={\frac {P(A\cap B)}{\sqrt {P(A)\cdot P(B)}}}}.